# Tazzjana Scharakowa
Tazzjana Scharakowa (belarussisch Таццяна Шаракова, russisch Татьяна Шаракова/Tatjana Scharakowa, auch Tatsiana Sharakova; * 31. Juli 1984 in Orscha, Weißrussische Sozialistische Sowjetrepublik, Sowjetunion) ist eine belarussische Radrennfahrerin und die erfolgreichste Radsportlerin ihres Landes seit Mitte der 2000er Jahre.

## Radsport-Laufbahn
Tazzjana Scharakowa ist eine Allrounderin. Bis 2016 wurde sie mindestens 22-mal nationale Meisterin in verschiedenen Disziplinen auf Bahn und Straße. Allein 2012 errang sie sieben Titel als belarussische Meisterin, davon sechs auf der Bahn und den siebten im Straßenrennen. 2005 sowie 2006 wurde sie Europameisterin (U23) in der Einerverfolgung, 2012 zudem Europameisterin im Omnium der Elite. 2011 errang sie bei den UCI-Bahn-Weltmeisterschaften 2011 in Apeldoorn den Titel der Weltmeisterin im Punktefahren.
2012 startete Tazzjana Scharakowa bei den Olympischen Spielen in London. Sie startete im Omnium (9.) sowie mit Alena Dylko und Aksana Papko in der Mannschaftsverfolgung (7.). Vier Jahre später wurde sie für die Teilnahme an den Olympischen Spielen in Rio de Janeiro nominiert, wo sie im Omnium Rang neun belegte.

## Doping
Anlässlich der UEC-Bahn-Europameisterschaften 2012 wurde Scharakowa positiv auf Tuaminoheptan getestet und für 18 Monate gesperrt. Die verbotene Substanz war in einem Nasenspray enthalten, das sie zur Behandlung ihres chronischen Rheumas verwendete. Sie verlor die Goldmedaille im Omnium und die Bronzemedaille in der  Mannschaftsverfolgung, die sie bei den Europameisterschaften in Panevezys gewonnen hatte.

## Erfolge

### Straße
2005
- Belarussische Meisterin – Straßenrennen, Einzelzeitfahren

2007
- Belarussische Meisterin – Straßenrennen, Einzelzeitfahren

2008
- Belarussische Meisterin – Straßenrennen, Einzelzeitfahren
- eine Etappe Tour de Bretagne Féminin

2009
- Belarussische Meisterin – Straßenrennen, Einzelzeitfahren

2012
- Belarussische Meisterin – Straßenrennen

2016
- Belarussische Meisterin – Straßenrennen, Einzelzeitfahren

2017
- Belarussische Meisterin – Straßenrennen, Einzelzeitfahren

2019
- Grand Prix Alanya
- Grand Prix Justiniano Hotels
- Belarussische Meisterin – Straßenrennen, Einzelzeitfahren
- Europaspiele – Straßenrennen

2020
- eine Etappe Dubai Tour
- Belarussische Meisterin – Straßenrennen, Einzelzeitfahren

2021
- Belarussische Meisterin – Straßenrennen, Einzelzeitfahren

### Bahn
2005
- Europameister (U23) – Einerverfolgung

2006
- Europameister (U23) – Einerverfolgung
- Europameisterschaft (U23) – Scratch

2010
- Weltmeisterschaft – Punktefahren
- Bahnrad-Weltcup in Cali – Scratch
- Europameisterschaft – Omnium

2011
- Weltmeisterin – Punktefahren
- Europameisterschaft – Omnium
- Europameisterschaft – Mannschaftsverfolgung (mit Aksana Papko und Alena Dylko)
- Belarussische Meisterin – Scratch, Punktefahren, Einerverfolgung, Omnium, Mannschaftsverfolgung (mit Alena Dylko und Aksana Papko)

2012
- Europameisterin – Omnium
- Europameisterschaft – Mannschaftsverfolgung (mit Alena Dylko und Aksana Papko)
- Belarussische Meisterin – Scratch, Punktefahren, Einerverfolgung, Omnium, Mannschaftsverfolgung (mit Alena Dylko und Aksana Papko)

2017
- Europameisterschaft – Punktefahren
- Belarussische Meisterin – Punktefahren, Teamsprint (mit Kristina Bialetskaya und Karalina Savenka)

2019
- Belarussische Meisterin – Einerverfolgung
- Europaspielesieger – Einerverfolgung
- Europameisterschaft – Punktefahren
- Europameisterschaft – Omnium

2021
- Nations’ Cup in Hongkong – Scratch
- Belarussische Meisterin – Einerverfolgung